# TimoCom
Timocom GmbH er en tysk it-virksomhed med hovedsæde i Erkrath. Virksomheden blev grundlagt i 1997 og er serviceleverandør til alle virksomheder, der beskæftiger sig med transport. Navnet “Timo“ er en sammensætning af de første bogstaver i de to grundlæggeres efternavne – Jens Thiermann og Jürgen Moorbrink.
TIMOCOMs online fragtbørs TC Truck&Cargo® omtaler sig selv som den markedsførende i Europa. Målet er formidling af udbud og efterspørgsel efter transportydelser via en online markedsplads. TimoCom tilbyder deres produkter og serviceydelser i 44 europæiske lande og på 24 forskellige sprog samt har 100.000 brugere. I starten af juni 2013 relancerede virksomheden også et kalkulations- og tracking modul TC eMap®.
Udover hovedsædet i Erkrath er TimoCom også repræsenteret i Polen, Tjekkiet, Ungarn, Spanien og Frankrig.

## Henvisning
1. ↑  Konradin Verlag R. Kohlhammer GmbH (Ger)
2. ↑  Supply Chain Magasinet (Webside ikke længere tilgængelig) Tag temperaturen på transportmarkedet, 27. oktober 2010.
3. 1 2  "TimoComs hjemmeside". Arkiveret fra originalen 19. august 2007. Hentet 13. maj 2011.